# جريمة القتل الثالثة
جريمة القتل الثالثة (باليابانية: 三度目の殺人) هو فيلم إثارة قانونية ياباني، من إخراج وسيناريو هيروكازو كورئيدا، عُرض لأول مرة في المنافسة الرئيسية لمهرجان البندقية السينمائي عام 2017.

## القصة
تومواكي شيغيموري محامٍ مُكلَّف بالدفاع عن موكلته (ميسومي)، التي يواجه عقوبة الإعدام في حال إدانته، في قضية قتل. ميسومي مُدان سابق بجريمة قتل واعترف بها، لكن الأدلة في القضية تُثير شكوك شيغيموري حول حقيقة ما حدث.

## الممثلون
- ماساهارو فوكوياما في دور تومواكي شيغيموري
- كوجي ياكوشو في دور ميسومي
- سوزو هيروسه في دور ساكي ياماناكا
- يوكي سايتو في دور أم ساكي
- كوتارو يوشيدا في دور دايسوكي سيتسو
- شينوسكه ميتسوشيما في دور كاواشيما
- إيزومي ماتسوكا في دور أكيكو هاتوري
- ميكاكو إيشيكاوا في دور شينوهارا
- إيزاو هاشيزومي في دور أكيهيسا شيغيموري
- أجو ماكيتا في دور ابنة تومواكي
- هاجيمي إينوي في دور أونو

## الإنتاج
استلهم هيروكازو كورئيدا فكرة كتابة قصة تشويقية تدور أحداثها في قاعة المحكمة بعد حديثه مع صديقه المحامي عن تجاربه في المحاكم. أدرك كورئيدا وجود فجوة بين تصور الشعب الياباني للمحكمة كمساحة يسعى فيها الناس إلى الحقيقة، وبين حقيقتها: مساحة للمحامين «لتعديل تضارب المصالح». بنى كورئيدا خلفية نصه على التساؤل: «ماذا سيحدث إذا بدأ المحامي يسعى جاهدًا لمعرفة الحقيقة؟».
خلال عملية التطوير، كانت كتابة السيناريو أصعب ما واجهه كورئيدا، نظرًا لعدم إلمامه بآلية عمل المحامين في المحاكم. جمع سبعة محامين على مدار عدة أشهر لإجراء محاكمات صورية ومقابلات وهمية مع مجرم، بينما دوّن ملاحظات حول لغتهم وطريقة تفكيرهم.
بالإضافة إلى موضوع الفيلم، كان هناك تغيير آخر بالنسبة لكورئيدا وهو استخدام تنسيق سينما سكوب، والذي لم يستخدمه في أفلامه السابقة.

## روابط خارجية
- جريمة القتل الثالثة على موقع IMDb (الإنجليزية)
- جريمة القتل الثالثة على موقع ميتاكريتيك (الإنجليزية)
- جريمة القتل الثالثة على موقع روتن توميتوز (الإنجليزية)
- جريمة القتل الثالثة على موقع ألو سيني (الفرنسية)
- جريمة القتل الثالثة على موقع أول موفي (الإنجليزية)
- جريمة القتل الثالثة على موقع بوكس أوفيس موجو (الإنجليزية)
- جريمة القتل الثالثة على موقع فيلمافينيتي (الإسبانية)
- جريمة القتل الثالثة على موقع قاعدة بيانات الفيلم (الإنجليزية)
- جريمة القتل الثالثة على موقع ليتربوكسد (الإنجليزية)
- جريمة القتل الثالثة على موقع كينوبويسك (الروسية)